# Rukevníček syrský
Rukevníček syrský (Euclidium syriacum) je nízká, bílé kvetoucí, planě rostoucí rostlina, jediný druh z monotypického rodu rukevníček, který se České republice pravděpodobně již nevyskytuje.

## Rozšíření
Roste v jižních částech střední a východní Evropy a ve střední a západní Asii. Druhotně se rozšířil i do západní a severní Evropy jakož i do Severní Ameriky a Austrálie. Českou republikou, kde je považován za archeofyt, procházela jeho původní severní hranice výskytu jižní Moravou a dál pokračovala jižním Slovenskem.
Nenáročná a málo konkurenceschopná rostlina jenž roste nejčastěji na od jiného rostlinstva obnažené nebo nezapojené hlinité či písčité půdě, na okrajích polí, okolo cest, železnic a na rumištích, dobře snáší i místa se zasolenou zeminou.

## Popis
Rukevníček je jednoletá rostlina s 10 až 40 cm vysokou přímou nebo vystoupavou rozvětvenou lodyhou vyrůstající z jen asi 1 mm tlustého kořínku. Na průřezu oblá, světle hnědá lodyha je po povrchu rýhovaná a bývá roztroušeně porostlá krátkými vidlicovitými chlupy stejně jako celá rostlina. V řídké přízemní růžici rostou listy s úzce křídlatým řapíkem a jejich elipsovitá nebo obkopinatá čepel, po okraji nepravidelně zubatá, mívá délku až 8 cm a šířku do 2 cm; v době zralosti plodů jsou již tyto listy suché. Spodní řapíkaté, střídavě vyrůstající lodyžní listy mají čepel podlouhlého až elipsovitého tvaru o délce až 7 cm a jen plytce nepravidelně zubatou, směrem vzhůru se řapíky i samotné čepele zkracují. Listy lodyhy jsou ze spodní strany světlejší a řídce chlupaté.
Květenství je hustý hrozen, s podlouhlými stopkatými listeny ve spodní části, který obsahuje drobné, čtyřčetné květy na krátkých chlupatých stopkách. Vejčité, volné, vzpřímené a opadavé kališní lístky, mající u vrcholu růžovou skvrnu a po obvodu blanitý lem, jsou dlouhé do 1 mm a na vnější straně chlupaté. Smetanově bílé, úzce obkopinaté korunní lístky s dlouhým nehtíkem jsou asi 1,2 mm dlouhé. Květ dále obsahuje šest čtyřmocných tyčinek, 0,5 až 0,8 mm dlouhých nesoucí vejčité prašníky, vedle vnějších tyčinek vyrůstají žlázky s nektarem. Téměř holý semeník se dvěma vajíčky je zakončen chlupatou čnělkou s kulovitou bliznou. Květy rozkvétají v květnu a červnu. Ploidie rodu je 2n = 14.
Na tlustých vztyčených stopkách vyrůstají nepukavé, kuželovitě vřetenovité, hráškově zelené asi 2 mm dlouhé šešulky s výrazným 1 mm dlouhým zobáčkem. Obsahují dvě světlehnědá, elipsoidní, hladká semena 1,3 mm dlouhá která při navlhčení slizovatí a jsou výhradním rozmnožovacím orgánem rukevníčku.

## Vymizení
Rukevníček syrský, který se v minulosti v České republice vyskytoval příležitostně, se pravděpodobně z naší přírody již definitivně vytratil; ztrátu nejspíš způsobila zvýšená chemizace zemědělství. Podle "Černého a červeného seznamu cévnatých rostlin České republiky roku z 2000" byl prohlášen nezvěstným druhem (A2) a "Seznamem cévnatých rostlin květeny České republiky z roku 2012" vyhynulým druhem (A1). Na Slovensku je ((slovensky) blahobyľ sýrska) také považován za nezvěstný.